# زیخرون موشه

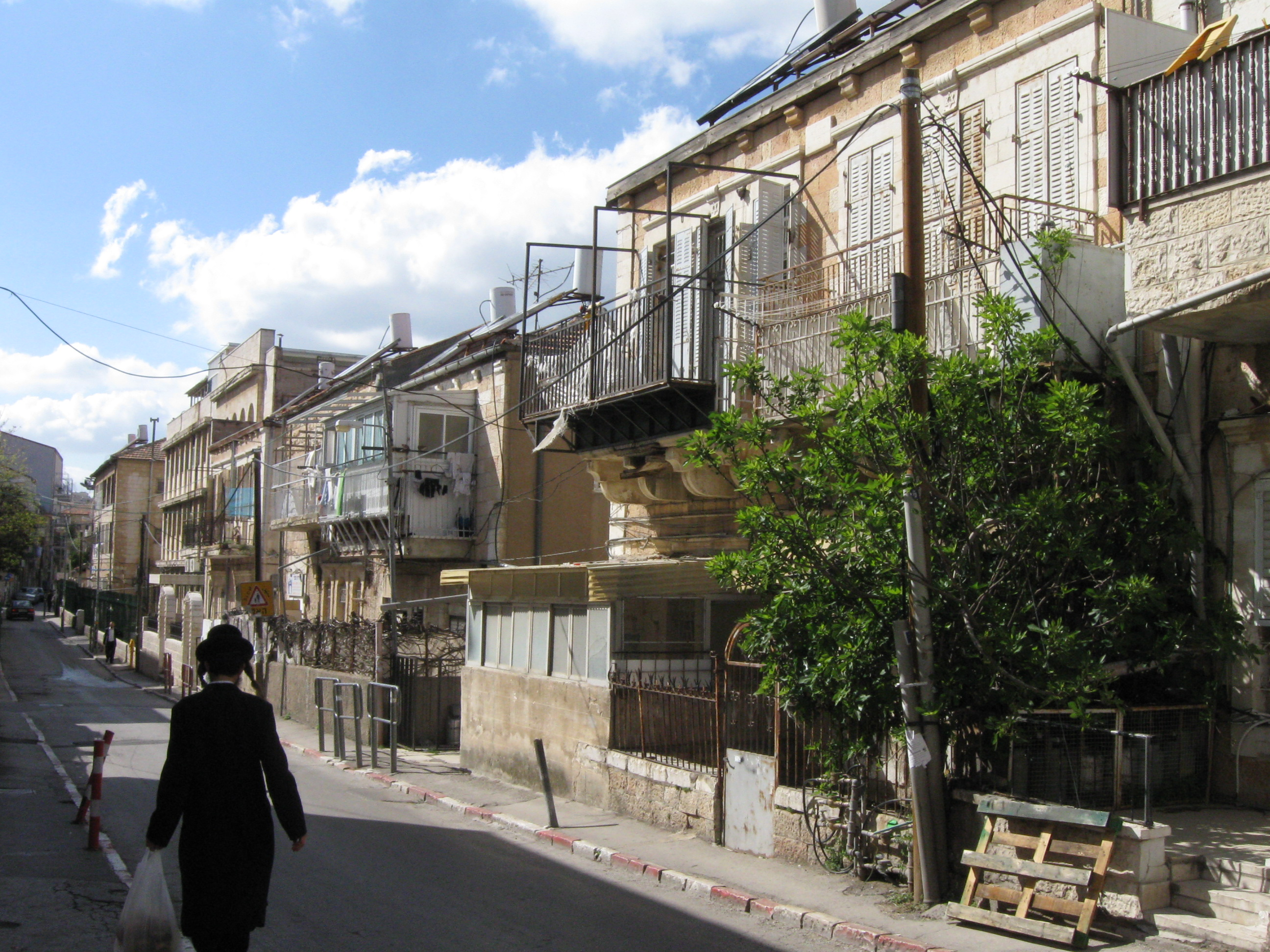
خیابانی در زیخرون موشه.

زیخرون موشه (عبری: זיכרון משה‎ </link>، به معنی روشن و یادبودی از موسی) محله ای حریدی در مرکز شهر اورشلیم است. این محله از شمال با گئولا، از غرب با مکور باروخ، از جنوب با خیابان دیوید یلین و از شرق با میا شیریم همسایه است. در سال ۱۹۰۵ تأسیس شد و اولین ساکنان آن معلمان سکولار بودند. این محله یکی از چندین محله در اورشلیم بود که به نام سر موسی مونتفیوره نامگذاری شد.

## تاریخچه

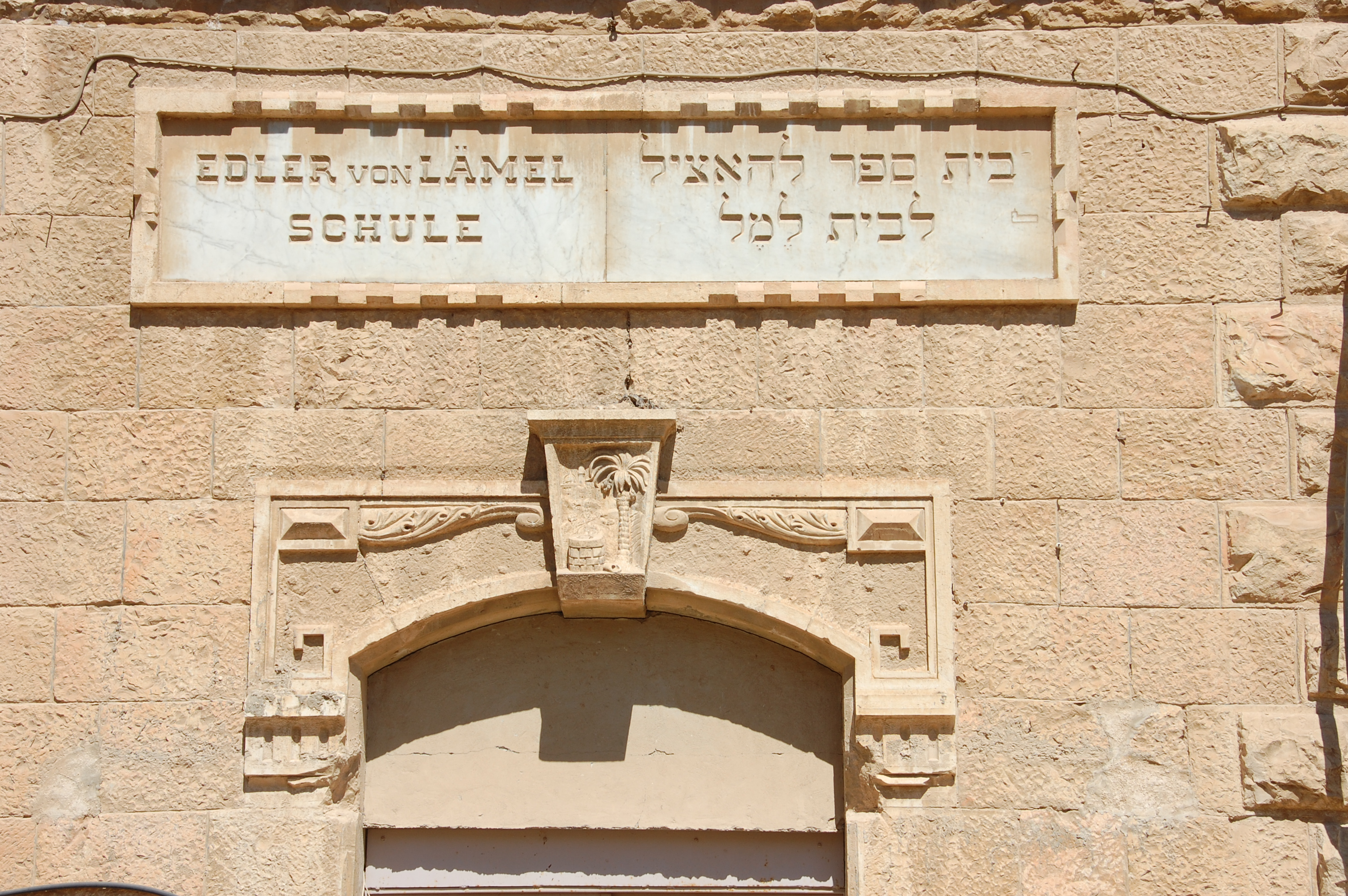
سرستون تاریخی مدرسه لمل

این محله در اطراف مدرسه لمل (Simon von Lämel)، سومین مدرسه یهودی اورشلیم توسعه پیدا کرد. این بنا در سال ۱۸۵۶ با بودجه اهدایی الیز هرز لمل از وین اتریش، به یاد پدرش ساخته شد. در سال ۱۸۸۸، مدیریت مدرسه به یک جامعه بشردوستانه آلمانی-یهودی و در سال ۱۹۱۰، به انجمنی به نام Hilfsverein der Deutschen Juden , یک انجمن امداد آلمان-یهودی که در سال ۱۹۰۱ تأسیس شد، منتقل شد.
در سال ۱۹۳۲، تئاتر ادیسون در یک زمین خالی در زیخرون موشه ساخته شد که بعدها به خیابان یشایاهو تبدیل شد. این نام به خاطر توماس ادیسون که اولین پروژکتور فیلم را اختراع کرده بود، گرفته شد. این تئاتر اولین نوع خود در اورشلیم بود. ایو مونتان و سایر نوازندگان تحسین شده در آنجا ظاهر شدند و این مکان محل برگزاری کنسرت‌ها قبل از تأسیس ارکستر فیلارمونیک بود.

## توسعه بعدی
در طول سال‌ها، این محله به‌طور فزاینده‌ای مذهبی شد و اکنون جنوبی‌ترین بخش از بخش اصلی محله حریدی است، در مجاورت گئولا که قلب تجاری بخش محله حریدی است.